# Tsartlip
Les Tsartlip (W̱JOȽEȽP en saanich) sont un peuple nord-amérindien de Colombie-Britannique faisant partie du peuple saanich (en), appartenant aux Salishs de la côte. Cette communauté de Premières nations est située sur la péninsule Saanich, sur l'île de Vancouver. Ils sont membres de l' Alliance Sencot'en, qui lutte pour les droits des autochtones. Dans les années 1850, ils étaient signataires de l'un des traités de Douglas (en).
La réserve et les bureaux des Tsartlip sont situés à proximité et au nord de la ville de Brentwood Bay.

## Anciens chefs
| Position | Nom          | Début du trimestre | Fin du terme | Référence |
| -------- | ------------ | ------------------ | ------------ | --------- |
| Chef     | Ivan Morris  | 12/08/2011         | 12/07/2013   |           |
| Chef     | Wayne Morris | 12/07/2007         | 12/06/2009   | [ 4 ]     |

## Processus des traités
Cette première nation ne participe pas au processus des traités de la Colombie-Britannique.

## Démographie
Dénombré sous le numéro AINC 653, la Première nation de compte 766 membres recensés.

## Tsartlip célèbre
- Adam Olsen, député provincial de Saanich North and the Islands pour le Parti vert de la Colombie-Britannique (2017-...).